# Борок (Ветлузький район)
Борок (рос. Борок) — селище в Ветлузькому районі Нижньогородської області Російської Федерації.
Населення становить 9 осіб. Входить до складу муніципального утворення Мошкинська сільрада.

## Історія
Від 2009 року входить до складу муніципального утворення Мошкинська сільрада.

## Населення
| 1897 | 1907 | 1916 | 1999 | 2002 | 2010 |
| ---- | ---- | ---- | ---- | ---- | ---- |
| 99   | ↘31  | ↗46  | ↘28  | ↘17  | ↘9   |